# Al límit del risc
Al límit del risc (títol original: Maximum Risk) és una pel·lícula estatunidenca dirigida per Ringo Lam, estrenada l'any 1996. Ha estat doblada al català.

## Argument
Alain Moreau, un policia, el mateix dia s'entera que té un germà bessó i que ha mort. Decideix saber-ne més sobre ell i es troba en una sòrdida història on estan barrejades la màfia russa i l'FBI.

## Repartiment
- Jean-Claude Van Damme: Alain Moreau / Mikhail Suverov
- Natasha Henstridge: Alex Minetti
- Jean-Hugues Anglade: Sebastien
- Zach Graner: Ivan Dzasokhov
- Paul Ben-Victor: Agent Pellman
- Frank Senger: Agent Loomis
- Stefanos Miltsakakis: Red Cara
- Frank Van Keeken: Davis Hartley
- David Hemblen: Dmitri Kirov
- Stéphane Audran: Chantal Moreau
- Dan Moran: Yuri
- Donald Burda: Nicholas
- Rob Kaman: Morris
- Herb Lovelle: Martin
- Denise Costanzo: Aubergiste
- Pascal Lopez: Agent Pellman / Doble

## Al voltant de la pel·lícula
- Crítica: "Acció per acció. Trets, cops i explosions que només deixaran satisfets als més incondicionals del gènere. Els altres, no perdin el temps"[3]
- El rodatge s'ha desenvolupat al Canadà (Toronto), a França (Niça, París, Vilafranca de Mar) i als Estats Units (Nova York).
- Jean-Claude Van Damme va proposar que el film fos dirigit per Ringo Lam, marcant així el seu començament als Estats Units. La seva col·laboració segueix més tard el 2001 amb Replicant i el 2003 amb In Hell.
- És el primer film de Jean-Claude després del seu contracte amb Sony
- El film va ser un fracàs comercial a Amèrica amb només 14.502.483 dòlars, i a tot el món 51.702.483.

## Banda original
1. Without You, interpretat per Terry Wood
2. Under The Oak Tree, interpretat per The Red Army Junts
3. Strip Club Metal, compost per Bernie Greenspoon